# Ghost World
Cet article concerne le roman graphique. Pour son adaptation cinématographique, voir Ghost World (film).
Ghost World (en français Monde Fantôme) est un roman graphique écrit et dessiné par Daniel Clowes. Il est d'abord paru sous forme de feuilleton dans les numéros 11 à 18 (Juin 1993 à Mars 1997) du magazine de bande dessinée de Clowes, Eightball, et a été publié pour la première fois sous forme de livre en 1997 par Fantagraphics Books. Succès commercial et critique, Ghost World a été très populaire auprès des adolescents lors de sa sortie et est devenu une bédé culte. Le livre a été réimprimé dans plusieurs éditions et a servi de base pour le film de 2001 du même nom.

## Synopsis
Le roman suit au jour le jour la vie de deux adolescentes, Enid Coleslaw (antérieurement « Cohn ») et sa meilleure amie Rebecca Doppelmeyer, deux jeunes filles cyniques, intelligentes, et souvent pince sans rire qui viennent de terminer leurs études dans le secondaire au début des années 1990. Elles passent leur journées à errer dans la ville américaine où elle vivent, critiquant la culture populaire et les gens qu'elles rencontrent tout en se demandant ce qu'elle feront du reste de leur vie. Au fur et à mesure de l'histoire, Enid et Rebecca passent de l'adolescence à l'âge adulte et leur amitié s'effrite, chacune d'elles prenant finalement un chemin différent.

## Analyse
Ghost World est reconnu pour son approche ironique de l'adolescence, de l'amitié, des jeunes femmes, et de la culture populaire en général. Bien qu'on puisse y voir un drame, Ghost World présente plusieurs éléments de la comédie noire. Clowes a décrit l'histoire comme un examen de « la vie de deux jeunes diplômées du secondaire depuis l'avantageuse et (globalement) indétectable position d'une table d'écoute, avec le détachement bancal d'un scientifique qui s'est mis à apprécier les microbes prisonniers dans sa boîte de Petri »[réf. souhaitée].

## Publication
- Ghost World, Daniel Clowes, Vertige Graphics, 1999
- Ghost World, Daniel Clowe, Jonathan Cape, 2000

## Distinctions
Le succès de la bande dessinée a conduit à une adaptation cinéma. Sortie en 2001, elle a obtenu un grand succès critique ainsi que de nombreuses récompenses et nominations, dont l'Oscar de meilleur scénario adapté, que Clowes lui-même avait écrit.
- 1998 : Prix Ignatz du meilleur roman graphique ou recueil ; de la meilleure histoire
- 2003 :  Prix Urhunden du meilleur album étranger

### Documentation
- Évariste Blanchet, « Société close, Ghost World », dans Critix n°9, Bananas BD, printemps-été 1999, p. 28-30.
- Gregg et Xavier Guilbert, « Ghost World », dans L'Indispensable n°2, octobre 1998, p. 82.
- (en) Christine Yao, « Ghost World », dans M. Keith Booker (dir.), Encyclopedia of Comic Books and Graphic Novels, Santa Barbara, Grenwood, 2010, xxii-xix-763 (ISBN 9780313357466), p. 255-257.
- Vincent Bernière, « Ghost World », dans Les 100 plus belles planches de la bande dessinée, Beaux-Arts éditions, novembre 2016 (ISBN 9791020403100), p. 84-85.
- Paul Gravett (dir.), « De 1990 à 1999 : Ghost World », dans Les 1001 BD qu'il faut avoir lues dans sa vie, Flammarion, 2012 (ISBN 2081277735), p. 595.
- Christophe Quillien, « Femmes libres et belles rebelles : les filles de ghost World », dans Elles, grandes aventurières et femmes fatales de la bande dessinée, Huginn & Muninn, octobre 2014 (ISBN 9782364801851), p. 100-101.